# Nicolas Chorier
Nicolas Chorier (Vienne, 1º settembre 1612 – Grenoble, 14 agosto 1692) è stato un avvocato, scrittore e storico francese, conosciuto soprattutto per le sue opere storiche sul Delfinato e per un dialogo saffico apocrifo intitolato L'Academie des dames, ou les Sept entretiens galants d'Alosia (L’Accademia delle signore o i sette incontri galanti di Alosa).
Fu avvocato a Grenoble e poi procuratore del re. Le sue opere sul Delfinato restano ancora oggi una fonte importante per gli storici.

## L'Accademia delle signore
Il libro apparve inizialmente sotto forma di un manoscritto in latino sotto il titolo di Aloisiae Sigaeae, Toletanae, Satyra sotadica de arcanis amoris et Veneris. Si pretendeva che l'originale fosse stato scritto in spagnolo da Luisa Sigea, poetessa e damigella della corte di Lisbona, e poi tradotto in latino da un certo Jean Meursius, umanista nato a Leida, nei Paesi Bassi nel 1613: naturalmente, l'attribuzione alla Sigea era un'invenzione come quella del Meursius. Il manoscritto circolò all'inizio del XVIII secolo negli ambienti libertini ed ebbe numerose edizioni in latino con diversi titoli; fu tradotto più volte in francese, una a cura di Jean Terrasson nel 1750, e altre in inglese.
L'Académie des dames si presenta come una serie di dialoghi tra Tullia, dama italiana di 26 anni, moglie di Callia, che inizia sessualmente la giovane cugina Ottavia, alla quale dichiara che «Tua madre mi ha chiesto di rivelarti i segreti più misteriosi del letto matrimoniale e d'insegnarti quel che tu devi essere con tuo marito e anche ciò che tuo marito sarà per te, toccando quelle piccole cose per le quali gli uomini s'infiammano così tanto. Questa notte, per poterti indottrinare su ogni cosa più liberamente, noi dormiremo insieme nel mio letto, per quella che vorrei poter dire che sarà stata la più dolce lizza di Venere».

## Opere
- Les recherches du sieur Chorier sur les antiquitez de la ville de Vienne, métropole des Allobroges (1658)
- Histoire généalogique de la maison de Sassenage, branche des anciens comtes de Lion et de Forests (1669)
- Histoire générale de Dauphiné, (1671-72)
- L'Estat politique de la province de Dauphiné, supplément à l'Estat politique du pays de Dauphiné (1671-72)
- Histoire de Dauphiné, abrégée pour monseigneur le Dauphin (1674)
- Le Nobiliaire de la province de Dauphiné (1697)
- Vie d'Artus Prunier de Saint-André, conseiller du Roy en ses conseils d'Estat et privé, premier président aux parlements de Provence et de Dauphiné (1548-1616), d'après un manuscrit inédit de Nicolas Chorier, publié avec introduction, notes, appendices et la correspondance inédite de Saint-André, par Alfred Vellot (1880)
- Mémoires de Nicolas Chorier sur sa vie et ses affaires, traduits des trois livres en texte latin insérés dans le 4e volume du «Bulletin de la Société de statistique du département de l'Isère», 1868
- Des secrets de l'amour et de Vénus, satire sotadique de Luisa Sigea, de Tolède, par Nicolas Chorier, 1969
- L'Académie des dames ou la Philosophie dans le boudoir du Grand Siècle, Arles 1999